# オレグ・チルクノフ
オレグ・アナトリーエヴィチ・チルクノフ（ロシア語: Оле́г Анато́льевич Чиркуно́в、ラテン文字転写の例：Oleg Anatolyevich Chirkunov、1958年11月15日 - ）は、ロシアの政治家。ペルミ地方知事。ムルマンスク州キーロフスク出身。ペルミには1967年に移る。

## 経歴・概要
1981年ペルミ工科大学を、1988年ペルミ大学法学部をそれぞれ卒業する。1990年イヴァノヴォ大学で経済学博士候補号を取得。
1991年から1994年駐在スイス貿易代表を経て、ビジネスグループ「Eks」で働く。1997年から2000年までペルミ州議会副議長。ペルミ州代表としてロシア連邦議会上院連邦会議議員。2004年3月25日、ペルミ州知事代行に任命される。2005年ペルミ州とコミ・ペルミャク自治管区が合併しペルミ地方が発足すると12月1日、初代知事に就任した。
2012年4月28日、ドミートリー・メドヴェージェフ大統領により知事を解任される。
知事を辞した後は、エコノミストとして内外の大学等で教鞭をとっている。